# 原島肇
原島 肇（はらしま はじめ、1960年1月1日 - ）は、日本の検察官、公証人。鹿児島地方検察庁検事正や、広島高等検察庁次席検事、岐阜地方検察庁検事正等を歴任した。

## 来歴・人物
埼玉県出身。1982年東洋大学法学部法律学科卒業。1988年東京地方検察庁検事任官。和歌山地方検察庁次席検事や、大阪地方検察庁公安部長、広島高等検察庁刑事部長、福岡地方検察庁小倉支部長等を経て、2016年鹿児島地方検察庁検事正。2017年広島高等検察庁次席検事兼法務総合研究所広島支所長。2018年岐阜地方検察庁検事正。2019年梅田公証役場公証人。